# Perouse
Perouse ist ein Stadtteil der im baden-württembergischen Landkreis Böblingen gelegenen Stadt Rutesheim. Perouse hat mehr als 1200 Einwohner. Die Autobahn A 8 trennt den Hauptort Rutesheim von Perouse, das bis zur Gemeindereform 1972 eine selbständige Gemeinde war.

## Geschichte
Am 13. Juni 1699 entstand Perouse durch den Zuzug von 71 Waldenser-Familien, die den Ort in Erinnerung an ihre ursprüngliche Heimatgemeinde Perouse (heute: Perosa Argentina) im Piemont benannten. Bis heute erinnern Familiennamen wie Baral, Baret, Charrier, Mouris, Simondet, Servay und Vinçon an die Herkunft der Bewohner. 1738 entstand die gegenwärtige Waldenserkirche als Ersatz für einen kleinen Vorgängerbau. 1839 kaufte Perouse, bis dahin Teil der Gemeinde Heimsheim, die Markung mit 266,5 ha zum Preis von 3.924 Gulden ab. 140 Jahre nach seiner Gründung war Perouse damit eine selbständige, den Nachbargemeinden gleichgestellte Gemeinde. 1951 erhielt Perouse ein neues Schulhaus. Die Schule wurde allerdings 1973 vom Kultusministerium aufgelöst. 1968 wurde ein Kindergarten und 1970 die Gemeindehalle gebaut. Am 1. Januar 1972 wurde Perouse nach Rutesheim eingemeindet. Seit dem 1. Januar 2022 führt der Ortsteil Perouse die offizielle Zusatzbezeichnung „Waldenserort“.

## Sehenswürdigkeiten

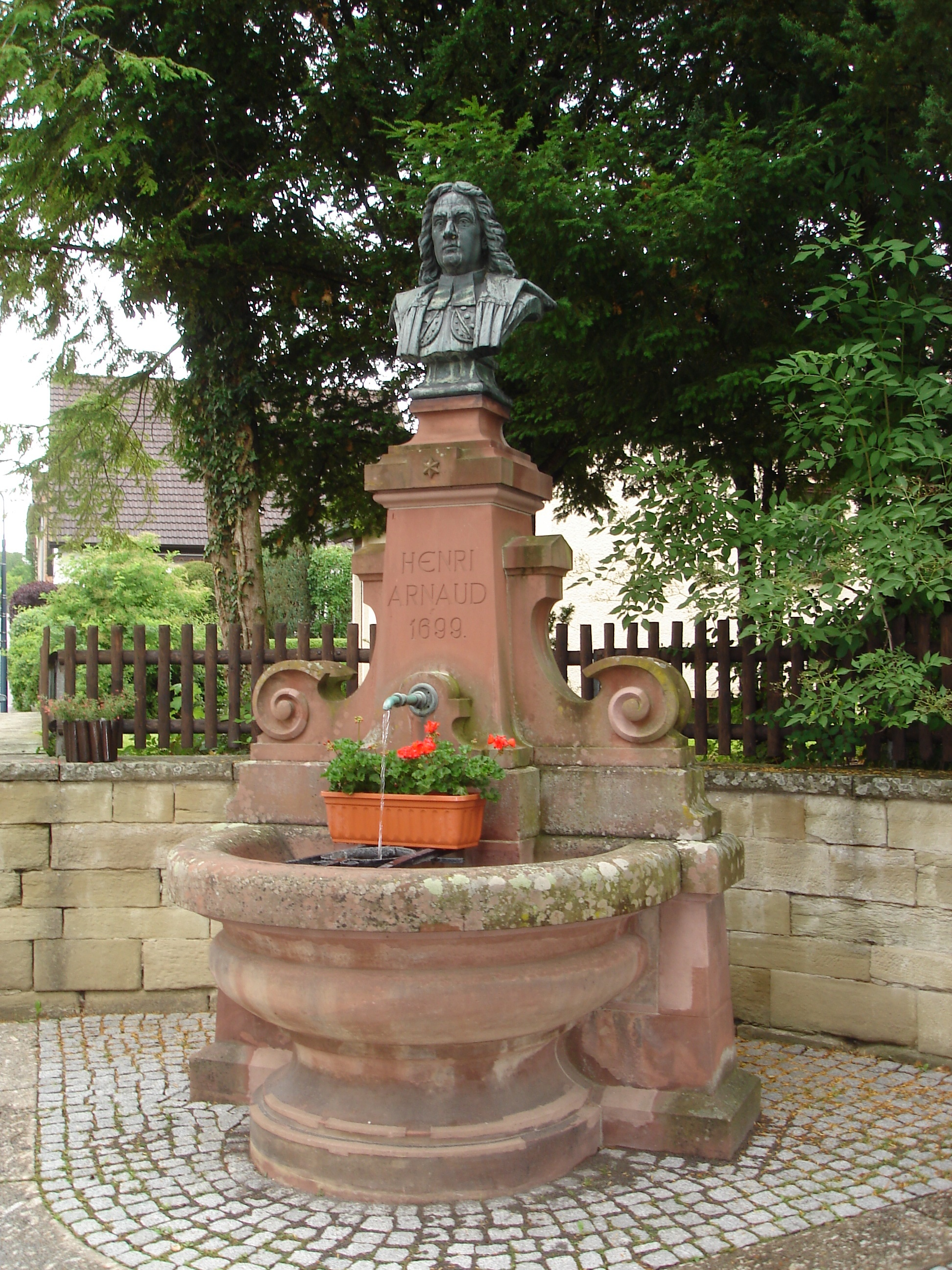
Denkmalbrunnen für Henri Arnaud bei der Kirche

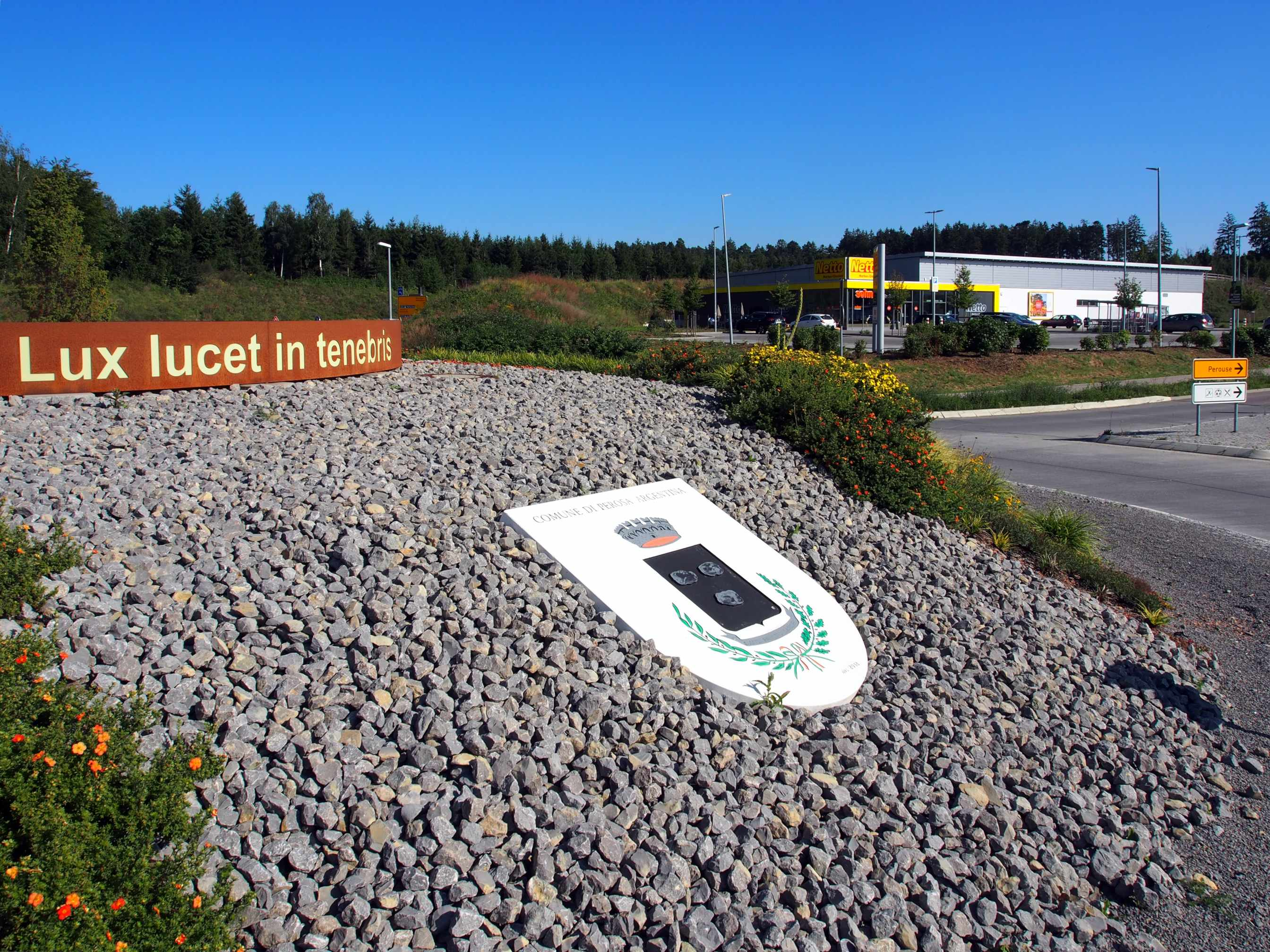
2017 wurde mit Perosa Argentina eine Städtepartnerschaft geschlossen.

An Sehenswürdigkeiten bietet Perouse neben der Kirche in der historischen Hauptstraße vor allem die 2001 sanierten öffentlichen Gebäude Zehntscheuer und Altes Rathaus aus dem Jahre 1867 sowie das Henri-Arnaud-Denkmal von 1899, einen Gedenkstein von 1999 und eine Informationstafel über die Ortsgeschichte bei der Kirche.

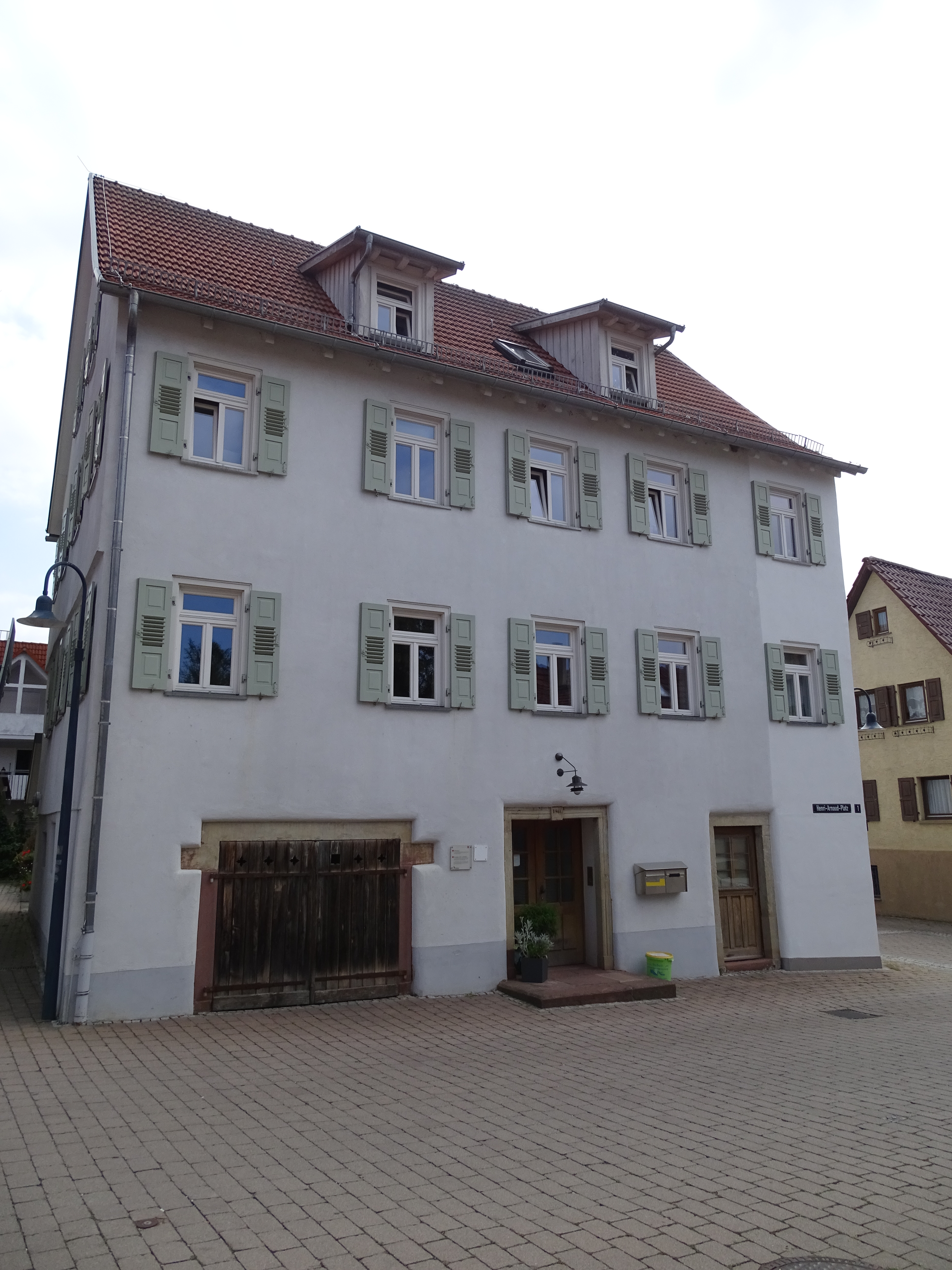
Ehemaliges Rathaus
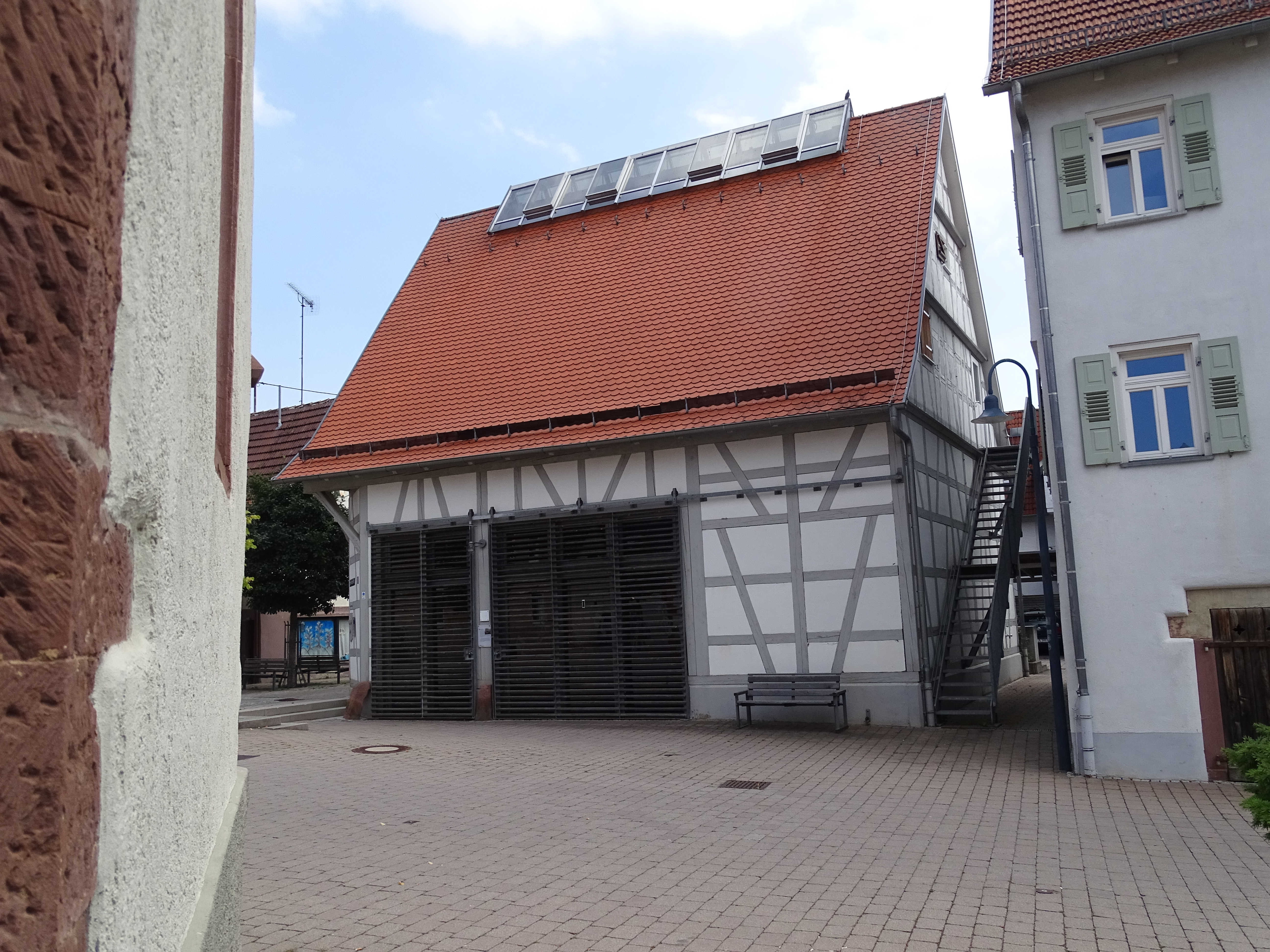
Zehntscheuer
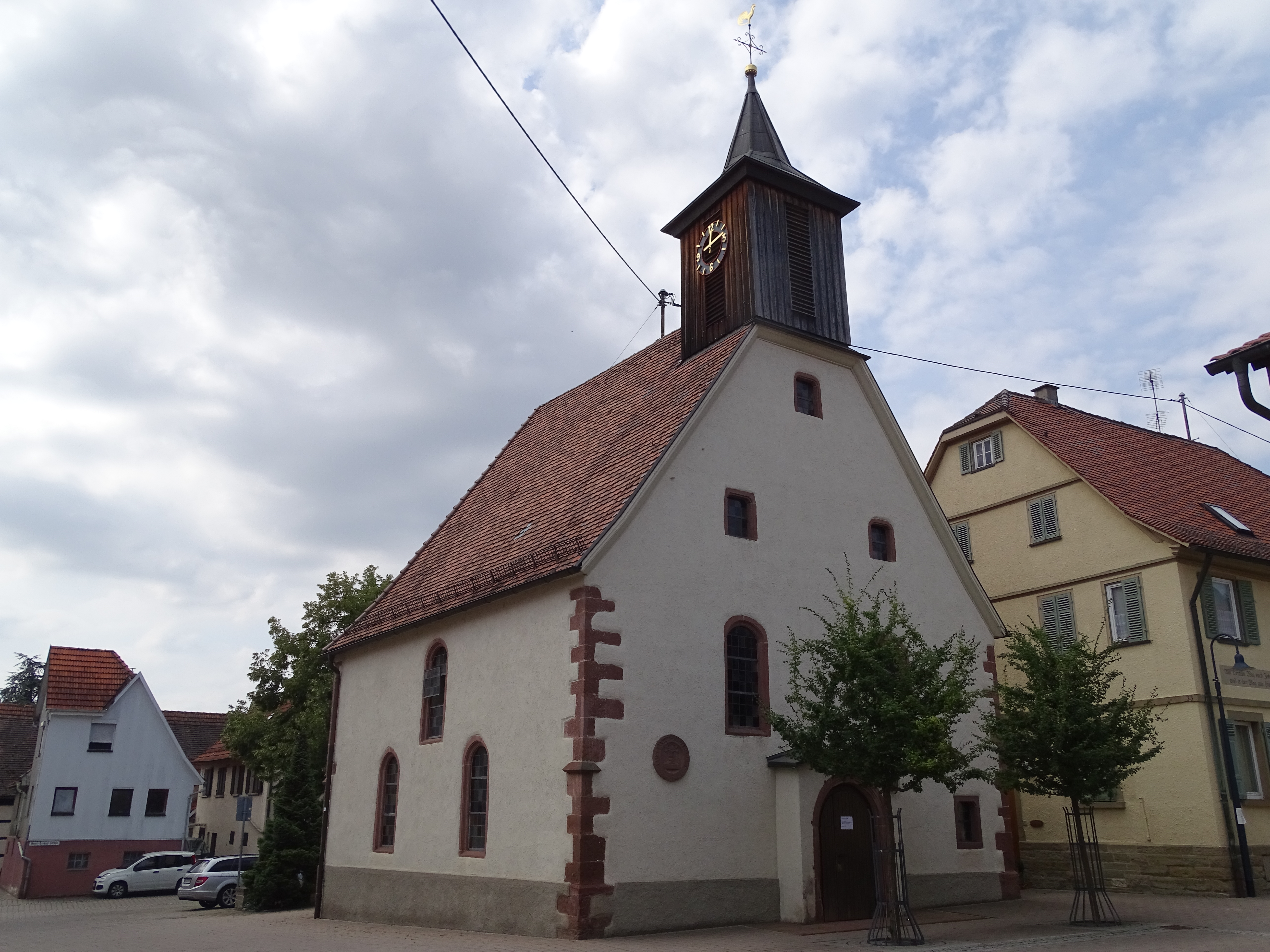
Kirche
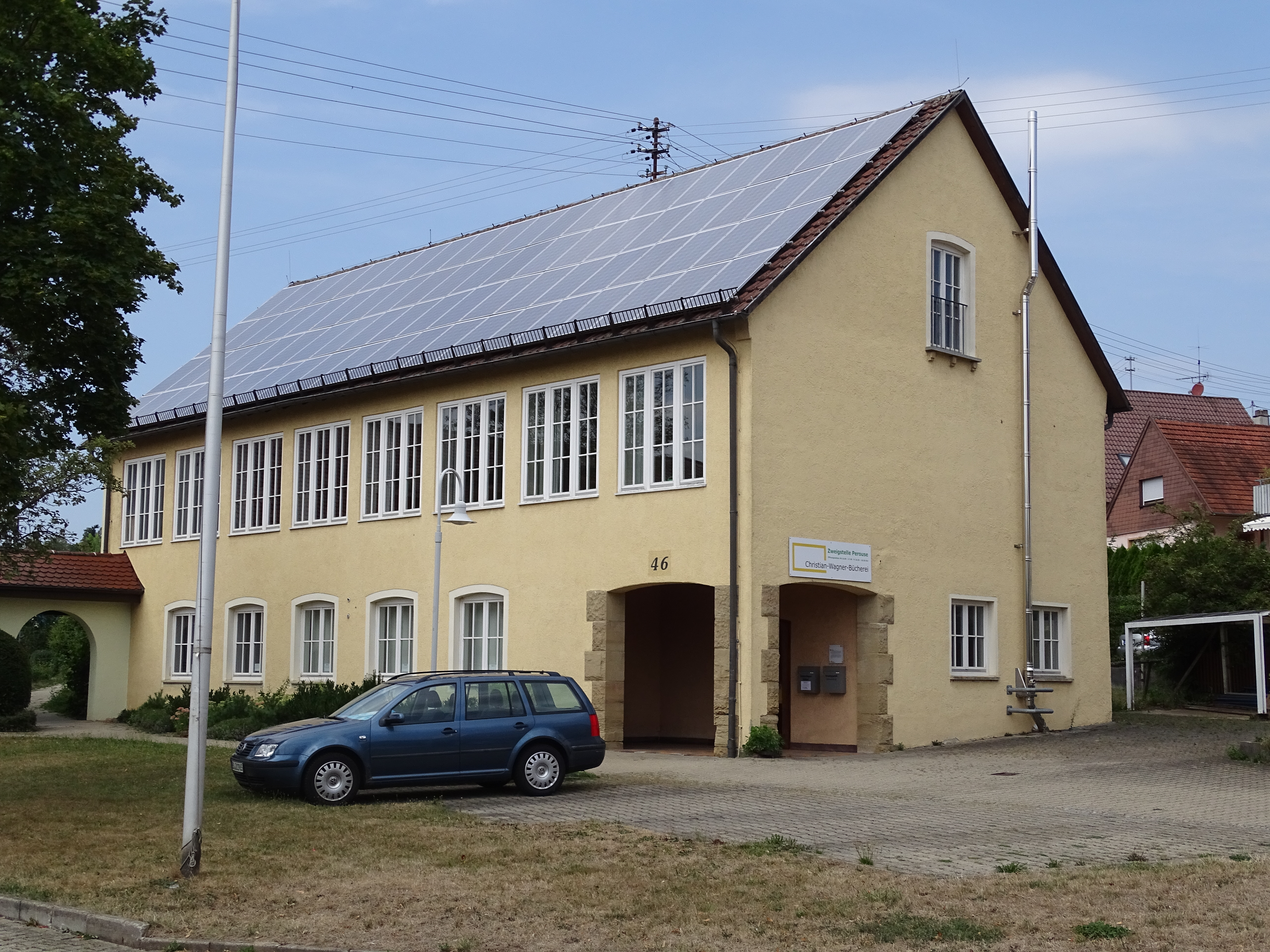
Altes Schulhaus

## Vereine
Der CVJM Perouse unterhält ein Vereinsheim beim Förstle und hat einen Posaunenchor. Seit 1877 gibt es den Männergesangverein Liederlust Perouse. Der Sportverein Perouse wurde 1963 gegründet. Das Vereinsheim sowie Fußball- und Tennisplätze sind im Aischbach angesiedelt.

## Persönlichkeiten
- Wilhelm Kopp (1856–1910), evangelischer Pfarrer und Missionar in Italien